# Megaselia athesis
Megaselia athesis är en tvåvingeart som beskrevs av Mårten Magnus Wilhelm Brenner 2006. Megaselia athesis ingår i släktet Megaselia och familjen puckelflugor.
Artens utbredningsområde är Italien. Inga underarter finns listade i Catalogue of Life.